# Chimborazo
Il Chimborazo (6263 m s.l.m.) è una montagna dell'America meridionale localizzata nell'entroterra ecuadoriano vicino a Riobamba a 180 km a sud di Quito.
Rappresenta la cima più alta delle Ande ecuadoriane; ha inoltre un diametro di 20 km e domina una regione di 50000 km².
È soprannominato dagli abitanti Taita Chimborazo, ovverosia papà Chimborazo, mentre la madre è il Tungurahua.
Da esso nascono i numerosi affluenti del fiume Guayas, così come quelli del Rio delle Amazzoni, che ne fanno la prima fonte di approvvigionamento idrico per le province di Bolívar e Chimborazo: Guaranda è rifornita dai vertientes, nell'alto páramo situato a 25 km.
A causa del rigonfiamento equatoriale, la sua vetta è il punto più distante dal centro della Terra.

## Storia
Nel 1735 gli astronomi francesi Pierre Bouguer e Charles Marie de La Condamine si recarono in Sudamerica per tentare la misurazione del meridiano terrestre a un grado di latitudine.
Approfittarono dell'occasione e della simmetria del Chimborazo per tentare anche un esperimento di deviazione del pendolo, ispirato già da Isaac Newton ma mai condotto sul campo.
A dicembre 1738, in condizioni molto difficili di terreno e di clima, condussero un paio di misurazioni alle altitudini di 4680 e Template:4340.
Bouguer scrisse in un articolo del 1749 che essi erano stati in grado di rilevare una deviazione di 8 secondi ma senza raggiungere conclusioni scientificamente apprezzabili.
Nel 1802 il tedesco Alexander von Humboldt tentò di scalare il vulcano insieme ad Aimé Bonpland.
Arrivati a quota 5875 m, tuttavia, i due dovettero rinunciare a causa della mancanza di ossigeno. Saranno invece Edward Whymper e i fratelli italiani Louis e Jean-Antoine Carrel a raggiungere la cima il 4 gennaio 1880; poiché molti sollevarono dei dubbi sul reale esito della spedizione, Whymper nello stesso anno scalò una seconda volta la cima del vulcano, scegliendo un altro percorso, questa volta in compagnia degli ecuadoriani David Beltrán e Francisco Campaña.
Il 25 maggio 2008 il peruviano César Rosales stabilì il primato di velocità, al 2022 imbattuto, partendo dal rifugio Carrel verso la vetta e ritorno per la via normale, in un tempo di 2h 38'.

## Geologia e geografia
Geologicamente è un vulcano del Quaternario, provvisto di una cupola senza cratere. Sono state individuate alcune eruzioni nel tempo storico. Il Global Volcanism Program dello Smithsonian Institution riporta la seguente storia eruttiva su un arco di 10000 anni:
- 550 ev ± 150 anni;
- 270 ev ± 150 anni;
- 2500 aev ± 1500 anni
- 4130 aev ± 150 anni;
- 5410 aev ± 75 anni;
- 7500 aev ± 2500 anni.

Secondo ricercatori francesi, i ghiacciai delle Ande, e quindi anche del Chimborazo, stanno andando incontro a un fenomeno di fusione abbastanza rapido e sono quindi destinati a scomparire nel giro di alcuni decenni.
Per questo motivo si presume che città come Quito, Lima e La Paz, che si basano su tale approvvigionamento idrico, avranno seri problemi in futuro.
Nonostante sia solo la trentanovesima cima terrestre per elevazione sul livello del mare, la vetta del Chimborazo è il punto più lontano dal centro della Terra per via del rigonfiamento equatoriale: il monte Everest, massimo rilievo emerso della Terra, sopravanza il Chimborazo di 2547 m, ma la sommità di quest'ultimo, a sua volta, 2163 m più lontano della vetta himalayana dal centro della Terra. 
A ovest del Chimborazo si stende un'ampia distesa desertica di sabbie vulcaniche formatasi per l'accumulo dei materiali d'eiezione più fini.
Le colate di lava del Chimborazo si confondono con quelle del vicino Caruhuairazo.